# Elke Kahr

Elke Kahr (2021)

Elke Kahr (* 2. November 1961 in Graz) ist eine österreichische Politikerin der Kommunistischen Partei Österreichs (KPÖ). Seit 17. November 2021 ist sie Bürgermeisterin der steirischen Landeshauptstadt Graz.

## Ausbildung und Beruf
Elke Kahr wurde als Dreijährige von der Verkäuferin Edith Kahr und dem Schlosser Otto Kahr adoptiert und wuchs in einem Grazer Arbeiterbezirk auf. Nach der Volksschule und der Hauptschule besuchte sie die Handelsschule in der Grazbachgasse. Während der Beschäftigung bei der Oesterreichischen Kontrollbank besuchte sie die Abend-Handelsakademie, die sie 1984 mit der Matura abschloss.

## Politisches Wirken
Seit 1983 ist Kahr Mitglied der KPÖ. Von 1985 bis 2004 war sie in deren Bezirksleitung Graz beschäftigt. In den Jahren 2003 und 2004 war sie stellvertretende Bundesvorsitzende der KPÖ, und 2005 wirkte sie als Wahlkampfleiterin bei der steirischen Landtagswahl. Im Jahr 1993 trat Kahr als Gemeinderätin erstmals aktiv in der Politik auf. 1998 übernahm sie die Funktion der Klubobfrau der Grazer KPÖ. Sie ist in zahlreichen Bürger-, Sozial- und Friedensinitiativen aktiv, vor allem ihre Tätigkeit im Mieternotruf erhöhte ihre Popularität in Graz.

### Stadträtin und Vizebürgermeisterin
Die Grazer KPÖ hatte bereits unter Kahrs Vorgänger Ernest Kaltenegger einen vom Rest der Partei verschiedenen Weg beschritten und sich nicht auf große weltanschauliche Fragen fokussiert, sondern eine sehr niederschwellige, bürgerorientierte Politik verfolgt. Auf Kaltenegger geht die auch von Kahr weiterverfolgte und medial vielbeachtete Praxis zurück, einen Großteil des Nettogehaltes zur unbürokratischen Unterstützung bedürftiger Bürger zur Verfügung zu stellen. Bei der Gemeinderatswahl 2003 konnte Kaltenegger die KPÖ mit einem Plus von rund 13 Prozentpunkten der Stimmen zu einem Rekordergebnis von 20,8 Prozent führen. Nachdem der Partei bei der Landtagswahl in der Steiermark 2005 erstmals seit 35 Jahren wieder der Einzug in den Landtag gelungen war, übernahm Kahr Kalteneggers Agenden in der Grazer Stadtregierung, insbesondere das Referat für Wohnungsangelegenheiten, das sie bis 2017 führte.
Bei der Gemeinderatswahl 2008 konnte Kahr nicht unmittelbar an die Popularität ihres Vorgängers anknüpfen, die KPÖ verlor 9,6 Prozentpunkte der Stimmen. Kahr behielt jedoch ihren Sitz im Stadtsenat. Bei der Gemeinderatswahl 2012 belegte ihre Partei mit knapp zwanzig Prozent den zweiten Platz, was ein österreichweit einzigartiges Ergebnis bedeutete. Nach dem Rücktritt der bisherigen Grazer Vizebürgermeisterin und Sozialstadträtin Martina Schröck (SPÖ) wurde Elke Kahr im Juni 2016 mit 38 von 46 abgegebenen Stimmen im Gemeinderat zur neuen Stellvertretenden Bürgermeisterin gewählt, sie hatte das Amt bis zur Wahl im folgenden Jahr inne. Bei dieser Gemeinderatswahl 2017 konnte die KPÖ das Ergebnis von 2012 leicht verbessern und knapp einen zweiten Stadtratssitz gewinnen. In der folgenden Stadtregierung wurde Kahr nicht mehr mit den Wohnungsangelegenheiten betraut, sondern sie erhielt das als unpopulär eingeschätzte Verkehrsressort.

### Bürgermeisterin
Bei der Gemeinderatswahl 2021 übernahm die KPÖ überraschend Platz eins von der ÖVP und löste damit den langjährigen Bürgermeister Siegfried Nagl ab. Das Ergebnis sorgte international für Aufsehen. Da der mandatsstärksten im Gemeinderat vertretenen Partei das Vorschlagsrecht für den neu zu wählenden Bürgermeister zusteht, wurde Kahr nun als wahrscheinliche neue Bürgermeisterin der Landeshauptstadt Graz gehandelt. Nach dem Wahlerfolg musste sich Kahr, die nach eigenen Angaben eine „überzeugte Marxistin“ ist, vielfach von totalitären Regimen distanzieren. Kurzfristig sorgte eine Reportage von RTL Hrvatska für Aufsehen, in der Kahr sich positiv über Josip Broz Tito äußerte, sie relativierte ihre Aussagen jedoch infolgedessen und meinte, ihr Lob habe vor allem seiner Politik der Blockfreien Staaten gegolten. Nach längeren Sondierungen begann sie Ende Oktober 2021 Verhandlungen zu einer linken Koalition mit Grünen und SPÖ, am 13. November 2021 stellten die drei Parteien schließlich ihr Koalitionsprogramm vor. Am 17. November 2021 folgte ihre Wahl zur Bürgermeisterin durch den Gemeinderat. Kahr wurde folglich die erste Frau an der Spitze der Grazer Stadtregierung und die erste kommunistische Bürgermeisterin einer Landeshauptstadt.
Ein dominierendes Thema ihrer Amtszeit wurden die angespannte Finanzlage der Stadt, für die Kahr ihren Vorgänger Nagl verantwortlich machte. 2021 lag der Schuldenstand der Stadt bei rund 1,6 Milliarden Euro. Zusätzlich belasteten wurde die Finanzlage durch die Folgen der COVID-19-Pandemie und die steigende Inflation infolge des Russisch-Ukrainischen Krieges. Ein strenger Sparkurs musste eingelegt werden, einige größere Projekte wie der Bau eines zweiten Stadions oder eine Bewerbung um die Austragung des Eurovision Song Contest 2026 wurden abgesagt. Große Investitionen fanden hingegen in der Sozialpolitik und im öffentlichen Verkehr (Ausbau des Straßenbahnnetzes) statt. Für die Jahre 2025 und 2026 beschloss die Koalition ein „Doppelbudget“ mit einem prognostizierten Schuldenstand von rund 2 Milliarden Euro im Jahr 2026.
2023 zeichnete die in London ansässige City Mayors Foundation Elke Kahr mit dem World Mayor Award aus.
Im Juli 2025 kündigte Kahr an, bei der Gemeinderatswahl in Graz 2026 erneut zu kandidieren.

## Privates
Elke Kahr lebt seit 1988 mit dem ehemaligen KPÖ-Landesparteivorsitzenden Franz Stephan Parteder in einer Lebensgemeinschaft. Das Paar hat einen 1990 geborenen Sohn.

## Publikationen
- 2023: Es geht auch anders gemeinsam mit Silvia Jelincic, edition a, Wien 2023, ISBN 978-3-99001-622-0.

## Auszeichnung
- World Mayor Prize 2023 (Bürgermeisterin des Jahres 2023); vergeben von der City Mayors Foundation.[31]